# 新大塚駅

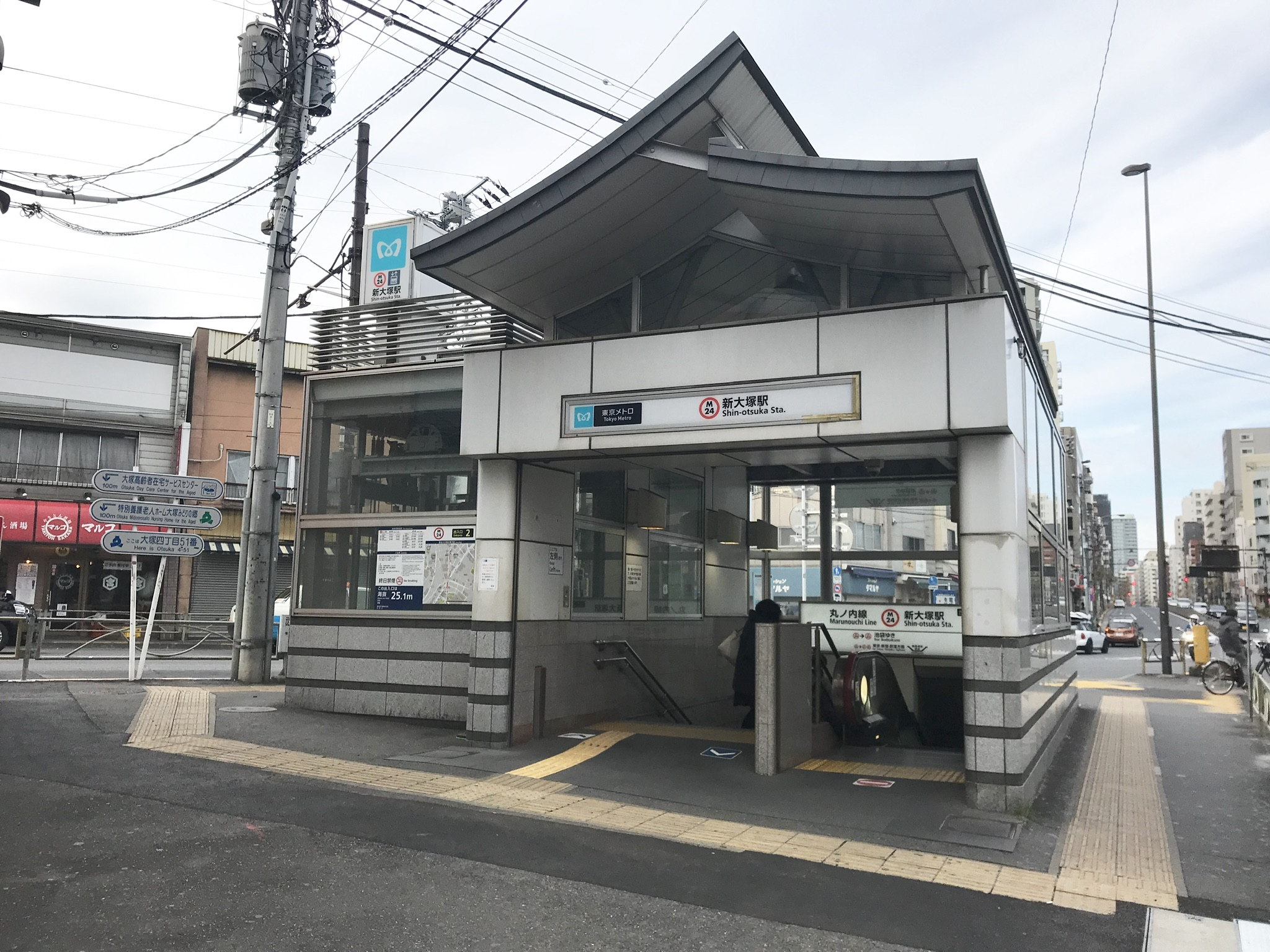
池袋方面2番出入口（2019年1月）

新大塚駅（しんおおつかえき）は、東京都文京区大塚四丁目にある、東京地下鉄（東京メトロ）丸ノ内線の駅である。
豊島区との境界に位置し、一部は南大塚二丁目および東池袋五丁目にある。駅番号はM 24。

## 歴史
この地には都電の大塚辻町停留所（1911年 - 1971年）があり、東上鉄道（現・東武東上線）の敷設免許（1912年）は当地を起点としていた（1920年取消）。

### 年表
- 1954年（昭和29年）1月20日：開業[4]。当初のホームは4両編成に対応した80 mの長さであった[5][4]。
- 1960年（昭和35年）
  - 6月15日：ホーム延伸工事に着手[6][4]。
  - 9月22日：ホーム延伸工事が終了[4]。
- 2001年（平成13年）夏：駅冷房を導入[7]。
- 2004年（平成16年）4月1日：帝都高速度交通営団（営団地下鉄）民営化に伴い、当駅は東京地下鉄（東京メトロ）に継承される[8]。
- 2006年（平成18年）12月18日：ホームドア稼動開始。
- 2007年（平成19年）3月18日：ICカード「PASMO」の利用が可能となる[9]。
- 2011年（平成23年）3月31日：1番線と2番線を結ぶ連絡通路が完成し、改札内で両ホーム間の行き来が可能になる。これに伴い、改札口の名前を変更。

## 駅構造
相対式ホーム2面2線を有する地下駅。改札は銀座方面ホーム（1番線）に北改札、池袋方面ホーム（2番線）に南改札があり、それぞれ豊島区側の1番出口と文京区側の2番出口に通じている。どちらの出口も地上との間には階段のほかエスカレーター（上り専用）とエレベーターが設置されている。1番線と2番線は改札内連絡通路によって行き来が可能であるが、幅員が狭いため階段のみでバリアフリー設備は存在しない。トイレは1番線ホームにあり、多機能トイレも設置されている。
開業当初のプラットホームは、4両編成に対応した80 mの長さであったが、将来の6両編成化を想定して2両分40 mの延伸スペース（池袋寄りにトンネルの拡張スペース）が確保されていた。1960年（昭和35年）に両方向のホームを40 m延伸し、6両編成に対応した。
2000年代以降の改築改装によって、出入口の上屋は瓦葺屋根に改築され、バリアフリー設備としてエスカレーター・エレベーターが設置されたほか、改装によってホームの側壁下部に丸ノ内線初代車両に用いられたサインカーブが再現された。駅開業以来2011年までは、地上を経由しなければ1番線と2番線の間を移動できない構造であり、改札口も単に「改札」とのみ案内されていた。

### のりば
| 番線 | 路線     | 行先             |
| ---- | -------- | ---------------- |
| 1    | 丸ノ内線 | 荻窪・方南町方面 |
| 2    | 丸ノ内線 | 池袋ゆき         |

（出典：東京メトロ:構内図）

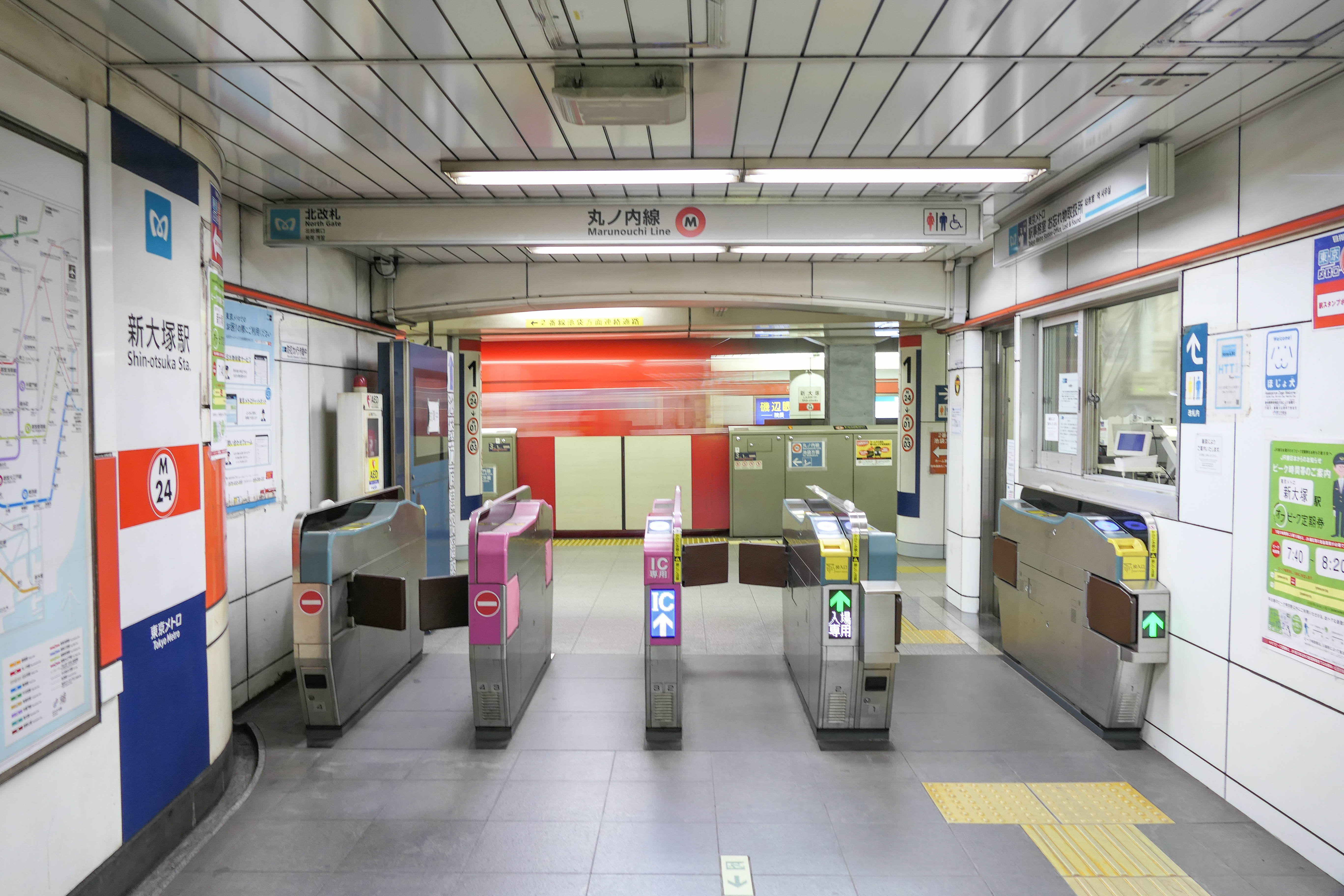
北改札（2023年8月）
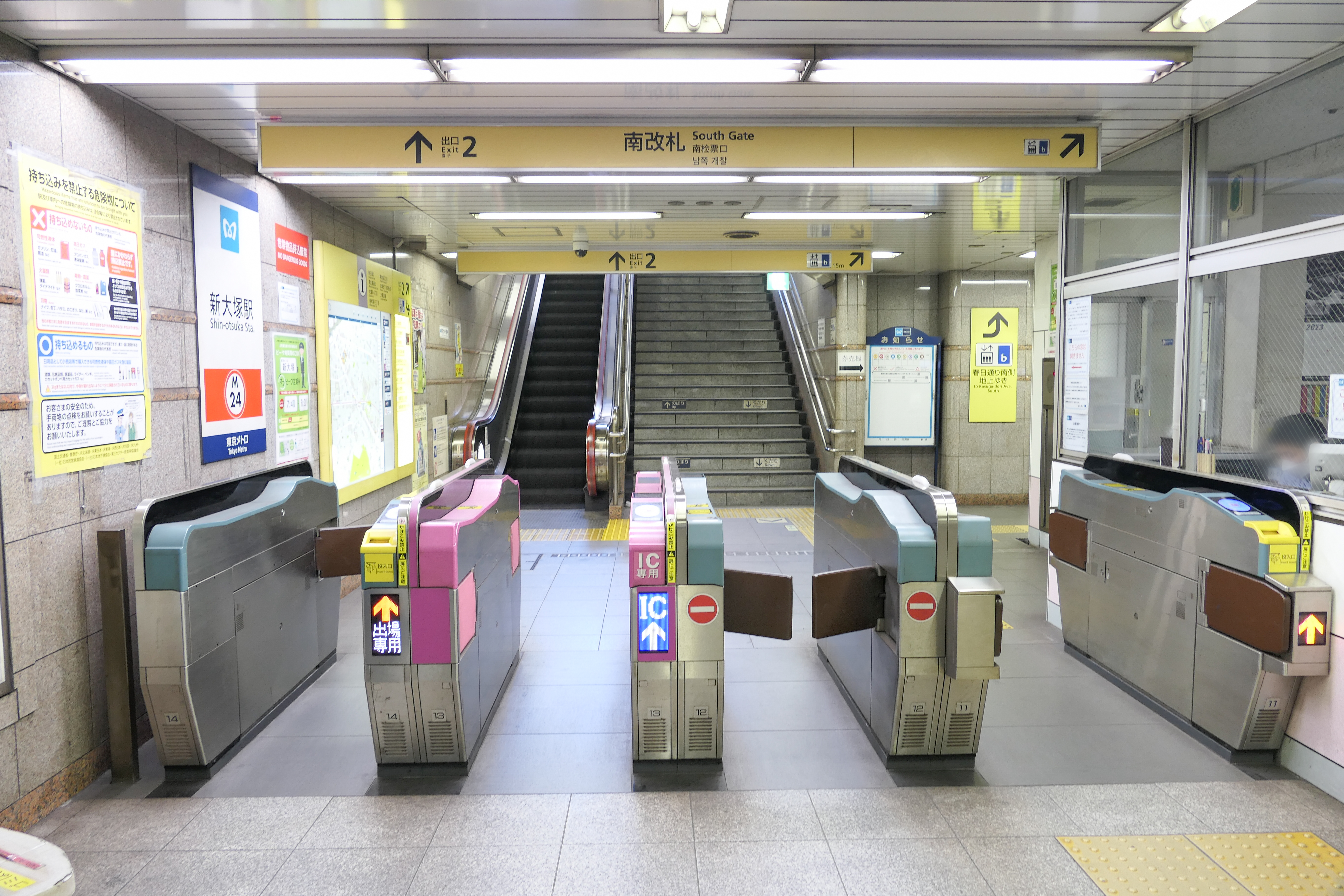
南改札（2023年8月）
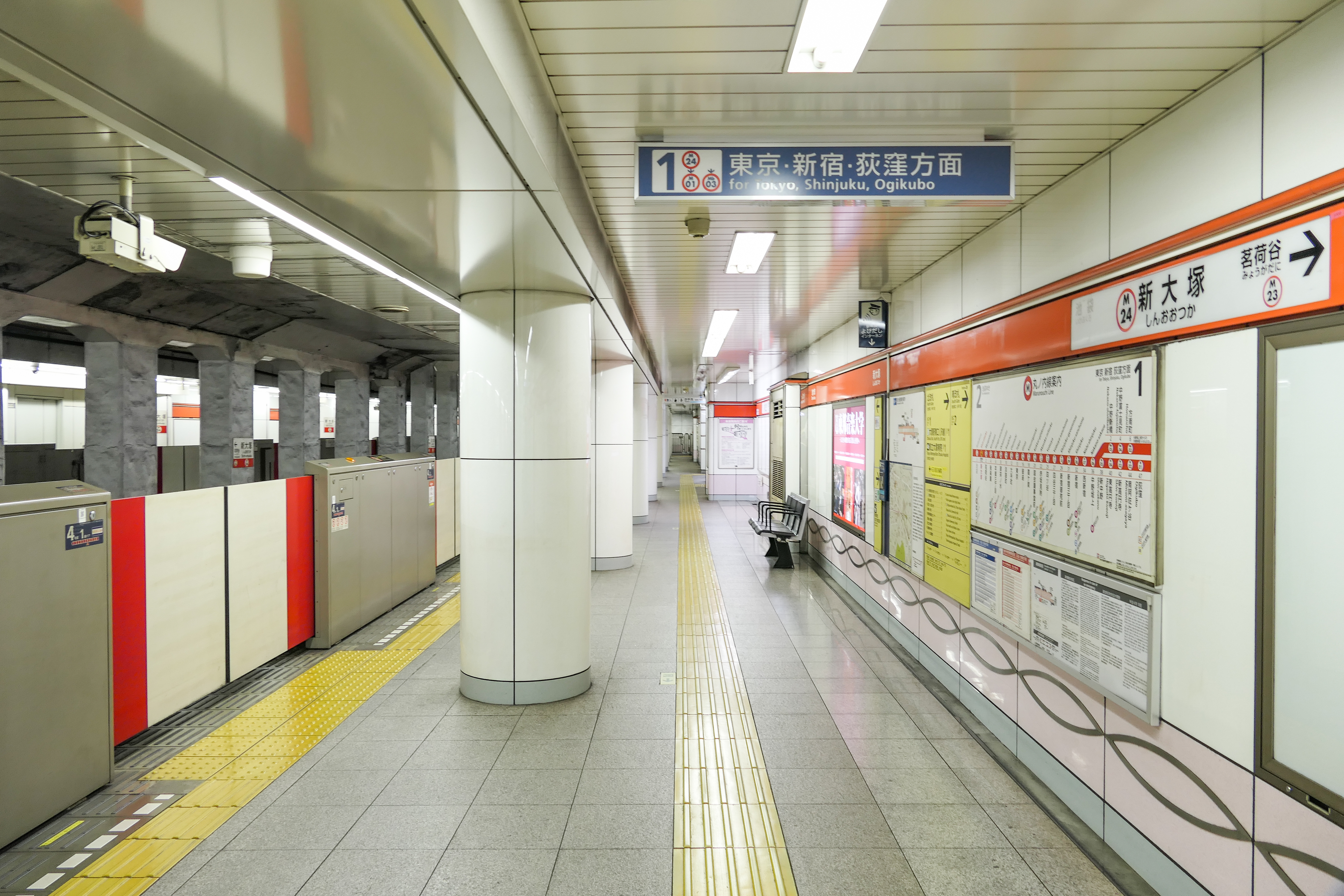
1番線ホーム（2023年8月）
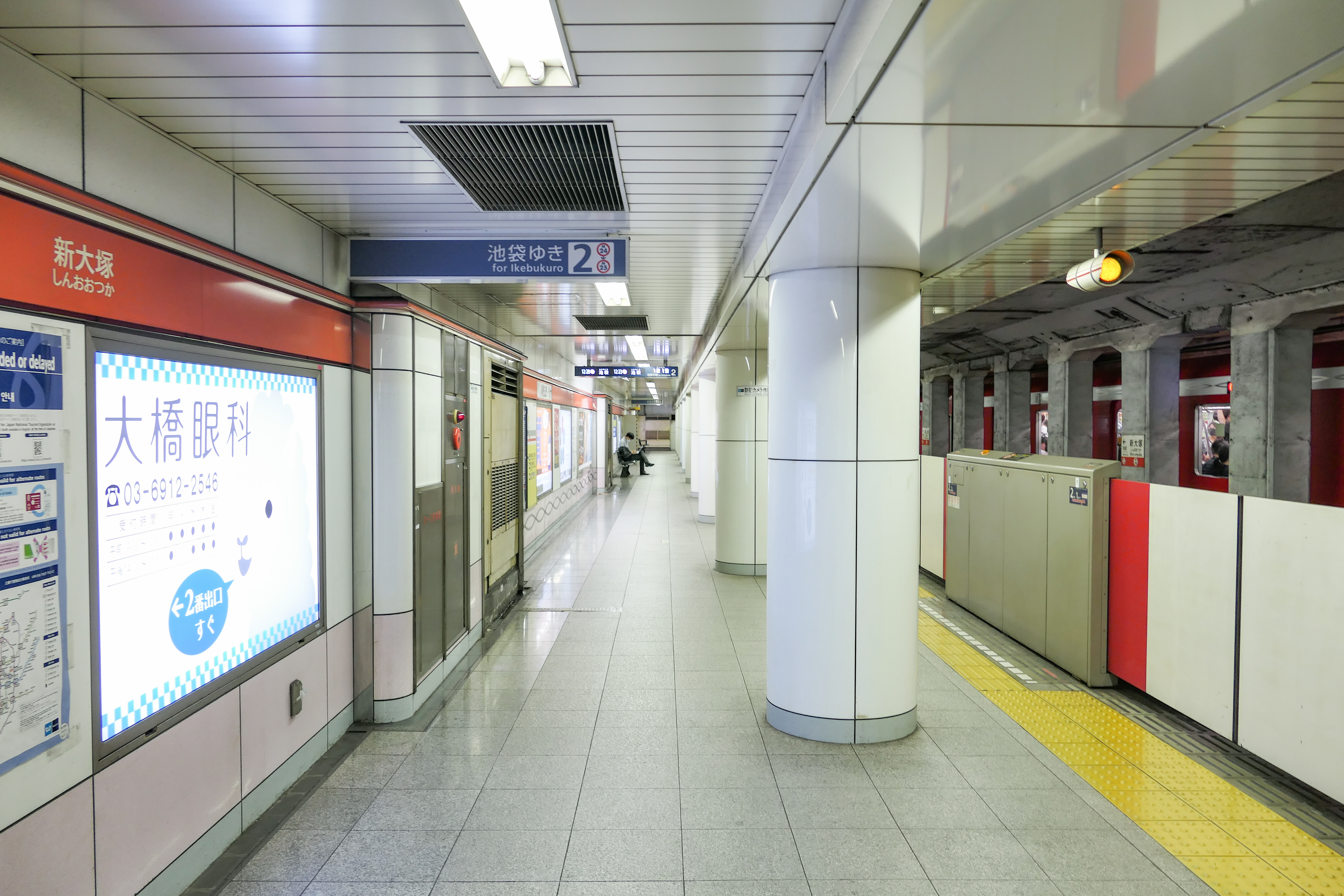
2番線ホーム（2023年8月）

### 発車メロディ
ワンマン運転開始に伴い、スイッチ制作の発車メロディ（発車サイン音）が導入されている。
曲は1番線が「もうすぐ扉が閉まります」（谷本貴義作曲）、2番線が「ドリーム駅」（福嶋尚哉作曲）である。

## 利用状況
2024年度の1日平均乗降人員は25,769人であり、東京メトロ全130駅中120位。方南町支線をのぞいた丸ノ内線の駅では最も乗降人員が少ない。
近年の1日平均乗降・乗車人員推移は下表の通りである。
| 年度               | 1日平均 乗降人員 | 1日平均 乗車人員 | 出典     |
| ------------------ | ---------------- | ---------------- | -------- |
| 1956年（昭和31年） |                  | 3,185            | [ * 1 ]  |
| 1957年（昭和32年） |                  | 4,383            | [ * 2 ]  |
| 1958年（昭和33年） |                  | 5,920            | [ * 3 ]  |
| 1959年（昭和34年） |                  | 6,516            | [ * 4 ]  |
| 1960年（昭和35年） |                  | 6,976            | [ * 5 ]  |
| 1961年（昭和36年） |                  | 7,527            | [ * 6 ]  |
| 1962年（昭和37年） |                  | 6,922            | [ * 7 ]  |
| 1963年（昭和38年） |                  | 7,568            | [ * 8 ]  |
| 1964年（昭和39年） |                  | 9,783            | [ * 9 ]  |
| 1965年（昭和40年） |                  | 9,977            | [ * 10 ] |
| 1966年（昭和41年） |                  | 8,957            | [ * 11 ] |
| 1967年（昭和42年） | 18,207           | 9,314            | [ * 12 ] |
| 1968年（昭和43年） | 20,234           | 10,125           | [ * 13 ] |
| 1969年（昭和44年） | 22,031           | 10,892           | [ * 14 ] |
| 1970年（昭和45年） | 22,469           | 11,381           | [ * 15 ] |
| 1971年（昭和46年） | 22,523           | 11,556           | [ * 16 ] |
| 1972年（昭和47年） | 22,468           | 11,359           | [ * 17 ] |
| 1973年（昭和48年） | 21,341           | 11,025           | [ * 18 ] |
| 1974年（昭和49年） | 20,215           | 10,448           | [ * 19 ] |
| 1975年（昭和50年） | 19,266           | 9,852            | [ * 20 ] |
| 1976年（昭和51年） | 18,699           | 9,517            | [ * 21 ] |
| 1977年（昭和52年） | 18,684           | 9,533            | [ * 22 ] |
| 1978年（昭和53年） | 18,507           | 9,279            | [ * 23 ] |
| 1979年（昭和54年） | 18,950           | 9,372            | [ * 24 ] |
| 1980年（昭和55年） | 18,913           | 9,196            | [ * 25 ] |
| 1981年（昭和56年） | 18,600           | 9,194            | [ * 26 ] |
| 1982年（昭和57年） | 18,476           | 9,079            | [ * 27 ] |
| 1983年（昭和58年） | 18,489           | 9,065            | [ * 28 ] |
| 1984年（昭和59年） | 18,835           | 9,412            | [ * 29 ] |
| 1985年（昭和60年） | 18,398           | 9,186            | [ * 30 ] |
| 1986年（昭和61年） | 18,809           | 9,494            | [ * 31 ] |
| 1987年（昭和62年） | 18,978           | 9,591            | [ * 32 ] |
| 1988年（昭和63年） | 20,042           | 10,051           | [ * 33 ] |
| 1989年（平成元年） | 20,760           | 10,634           | [ * 34 ] |
| 1990年（平成02年） | 21,537           | 10,945           | [ * 35 ] |
| 1991年（平成03年） | 22,108           | 11,195           | [ * 36 ] |
| 1992年（平成04年） | 22,529           | 11,244           | [ * 37 ] |
| 1993年（平成05年） | 21,785           | 11,076           | [ * 38 ] |
| 1994年（平成06年） | 21,662           | 11,060           | [ * 39 ] |
| 1995年（平成07年） | 21,825           | 11,046           | [ * 40 ] |
| 1996年（平成08年） | 21,746           | 11,048           | [ * 41 ] |
| 1997年（平成09年） | 21,809           | 10,893           | [ * 42 ] |
| 1998年（平成10年） | 21,553           | 10,783           | [ * 43 ] |
| 1999年（平成11年） | 20,752           | 10,400           | [ * 44 ] |
| 2000年（平成12年） | 20,793           | 10,355           | [ * 45 ] |
| 2001年（平成13年） | 20,855           | 10,366           | [ * 46 ] |
| 2002年（平成14年） | 20,600           | 10,380           | [ * 47 ] |
| 2003年（平成15年） | 20,709           | 10,388           | [ * 48 ] |
| 2004年（平成16年） | 20,396           | 10,215           | [ * 49 ] |
| 2005年（平成17年） | 20,453           | 10,212           | [ * 50 ] |
| 2006年（平成18年） | 20,876           | 10,417           | [ * 51 ] |
| 2007年（平成19年） | 21,014           | 10,536           | [ * 52 ] |
| 2008年（平成20年） | 21,553           | 10,732           | [ * 53 ] |
| 2009年（平成21年） | 21,470           | 10,773           | [ * 54 ] |
| 2010年（平成22年） | 21,776           | 10,923           | [ * 55 ] |
| 2011年（平成23年） | 21,375           | 10,783           | [ * 56 ] |
| 2012年（平成24年） | 22,303           | 11,144           | [ * 57 ] |
| 2013年（平成25年） | 23,129           | 11,587           | [ * 58 ] |
| 2014年（平成26年） | 23,420           | 11,742           | [ * 59 ] |
| 2015年（平成27年） | 24,392           | 12,221           | [ * 60 ] |
| 2016年（平成28年） | 24,849           | 12,436           | [ * 61 ] |
| 2017年（平成29年） | 25,491           | 12,753           | [ * 62 ] |
| 2018年（平成30年） | 26,103           | 13,047           | [ * 63 ] |
| 2019年（令和元年） | 25,868           | 12,940           | [ * 64 ] |
| 2020年（令和02年） | 19,684           |                  |          |
| 2021年（令和03年） | 20,917           |                  |          |
| 2022年（令和04年） | 23,070           |                  |          |
| 2023年（令和05年） | 25,095           |                  |          |
| 2024年（令和06年） | 25,769           |                  |          |

## 駅周辺
公共施設
- 豊島区南大塚地域文化創造館
- 区民ひろば南大塚
- 豊島区東部保健福祉センター
- 東京労働会館
  - ラパスホール

文教施設
- 豊島区立西巣鴨中学校
- 東邦音楽短期大学

学芸
- 鈴木信太郎記念館

医療
- 都立大塚病院
- 東京都監察医務院
- 東京健生病院
- 小石川東京病院

名勝・公園
- 大塚公園
- 大塚先儒墓所

金融
- 朝日信用金庫大塚支店
- 文京大塚五郵便局

オフィス
- マルエツ本社

交通

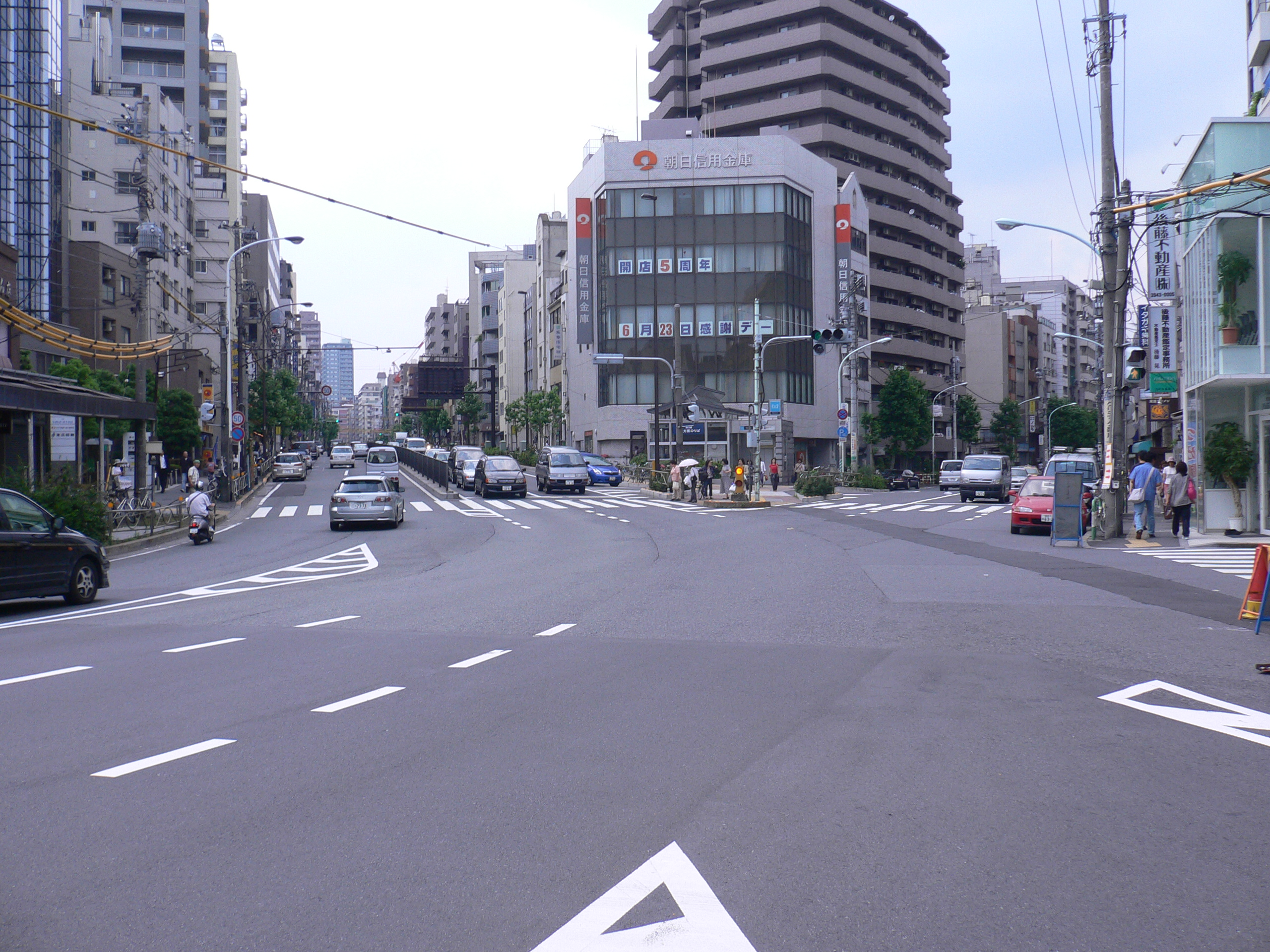
春日通りと新宿方面入口（2005年6月）

- 大塚駅 - 東日本旅客鉄道（JR東日本）山手線 - 当駅より徒歩10分程度。
- 向原停留場 - 東京都交通局都電荒川線（東京さくらトラム）
- 国道254号（春日通り）

### バス路線
いずれも東京都交通局による運行。
新大塚
- 都02：大塚駅前行 / 錦糸町駅前行・大塚二丁目行・春日駅前行・東京ドームシティ行
- 上60：池袋駅東口行 / 上野公園行

## その他
1995年7月23日に池袋駅構内の分岐器交換工事が行われた際、丸ノ内線は池袋駅 - 当駅が運休となり、当駅 - 茗荷谷駅間は区間列車による往復運行を行った。この際、同区間は単線として運転され、列車は1番線ホームに発着した。

## 隣の駅
東京地下鉄（東京メトロ）
 丸ノ内線
茗荷谷駅 (M 23) - 新大塚駅 (M 24) - 池袋駅 (M 25)